# NGC 7258
NGC 7258 is een spiraalvormig sterrenstelsel in het sterrenbeeld Zuidervis. Het hemelobject werd op 30 juli 1834 ontdekt door de Britse astronoom John Herschel.

## Synoniemen
- ESO 467-49
- MCG -5-52-68
- IRAS 22201-2836
- PGC 68710